# Luiseño
El Luiseño (autoanomenat Cham'teela) és una de les llengües takic de la família lingüística uto-asteca parlada pels Luiseños, un poble d'amerindis dels Estats Units que en el moment dels primers contactes amb els espanyols al segle xvi habitaven la zona costanera del sud de Califòrnia, que van a 50 milles de la costa de comtat de Los Angeles, Califòrnia, a la zona nord del comtat de San Diego, Califòrnia, i 30 milles a l'interior. Els luiseños reben aquest nom per la seva proximitat a la Missió de San Luis Rey de Francia.
La llengua es troba força amenaçada, però està en marxa un actiu projecte de revitalització lingüística amb ajuda de lingüistes de la Universitat de Califòrnia, Riverside. La reserva índia Pechanga ofereix classes per a nens, i en 2013, "la tribu .. .. va començar a finançar classes de luiseño a nivell de postgrau a la Cal State San Bernardino, un dels pocs cursos de llengua indígena al país amb crèdits universitaris."
A partir de 2012, un video-joc en luiseño per a Nintendo DS és usat per a ensenyar la llengua als joves.
El dialecte parlat pels juaneño està extingida.

## Descripció lingüística
La primera obra que descriu amb cert detall el luiseño és La lingua della indi Luiseños de Pablo Tac, parlant natiu de luiseño que va col·laborar amb Carlo Tagliavini. Encara que Tac tenia un domini perfecte de la llengua tot l'estudi està escrit des del punt de vista d'un neòfit que descriu la seva llengua materna usant com a model la gramàtica tradicional de l'italià. Com Tac no tenia una especial formació lingüística, la seva obra reflecteix algunes inconsistències menors, les transcripcions eren simples traslitaracions fonètiques, per la qual cosa l'anàlisi fonològica és deficient. Tagliavini va publicar dues altres obres que tracten amb el luiseño, Observazioni sul dialectto Soshone de S. Luis Rey (on considera que erròniament que el luiseño pertany al grup "Soshoni" o númic) i Frammento d'un dizzionaretto Luiseño-Spagnolo crittto di un indigeno. Una altra obra llargament considerada com a referència va ser l'esbós gramatical de Philip S. Sparkman, un colon britànic que regentava uns magatzems de consumibles a Rincón a principis de segle xx. Aquesta obra és altament consistent i concisa encara que usa una terminologia informal de vegades difícil de seguir. El mateix autor va compilar un diccionari i una gramàtica, no publicades, que van ser adquirides per A. Kroeber. També John Peabody Harrington (1933) va publicar un estudi de la fonologia de la llengua. Més recent i també més valuós des del punt de vista lingüístic són la sèrie d'articles que A. Malécot va publicar entre 1963 i 1964.

## Morfologia
El luiseño és una llengua aglutinant, on les paraules utilitzen sufixos complexos per a una varietat de propòsits amb diversos morfemes enfilats.

## Fonologia

### Vocals
El luiseño té cinc fonemes vocals.
|         | Anterior | Central | Posterior |
| ------- | -------- | ------- | --------- |
| Tancada | i        |         | u         |
| Mitjana | e        |         | o         |
| Oberta  |          | a       |           |

### Consonants
L'inventari consonàntic ve donat per:
|           |             | Labial | Alveolar | Palatal | Velar | Uvular | Glotal |
| --------- | ----------- | ------ | -------- | ------- | ----- | ------ | ------ |
| Obstruent | no-continua | p      | t        | ʧ       | k     | q      | ʔ      |
| Obstruent | continua    | v      | s, ð     | ʃ       |       | x      | h      |
| Sonorant  | Nasal       | m      | n        |         | ŋ     |        |        |
| Sonorant  | Líquida     |        | l, ɾ     |         |       |        |        |
| Sonorant  | Semivocal   | w      |          | j       |       |        |        |
Les consonants "palatals" /ʧ, ʃ/ tècnicament són postalveolars, alguns autors empren per a aquests fonemes la transcripció alternativa de l'alfabet fonètic americanista /č, š/.

### Gramàtica
Els noms es flexionen segons nombre gramatical, cas gramatical i persona (quan són posseïts) segons l'esquema següent:
PREF.POSSESIU - ARREL - SUF.NÚMERO - SUF.CAS
Els prefixos possessius són:
| persona | persona   | singular | plural |
| ------- | --------- | -------- | ------ |
| 1ª      | 1ª        | nʊ-      | čʊmʔ-  |
| 2ª      | 2ª        | ʊ-       | ʊmʔ-   |
| 3ª      | definit   | pʊ-      | pʊmʔ-  |
| 3ª      | indefinit | a-       | a-     |

L'arrel inclou l'arrel pròpiament dita i sovint algun sufix derivatiu que a grans trets defineix la classe semàntica, encara que el significat d'aquests sufixos amalgamats amb l'arrel no sempre és totalment transparent, alguns exemples són: /-ɪ/ que és un deverbatiu, en noms d'animals, insectes, menjar i topònims; /-mal/ que indica un exemplar jove o diminutiu, /-wʊt/ aumentatiu o agentiu, /-at/ apareix amb objectes, substàncies, plantes, etc. La marca de cas plural usual és /-ʊm/ (encara que també existeixen uns altres al·lomorfs: /-m, -wʊm, -jʊm, -'ɔm/)
hʊnwʊtmɪ < hʊn-wʊt-ʊm-ɪ (arrel-sufix-plural-acusatiuo) 'ossos (acusatiu)'
atáxʊm < atáx-ʊm-Ø (arrel-plural-nominatiu) 'homes'

## Ortografia

### Sistemes de pronunciació
Juntament amb una àmplia tradició oral el luiseño té una tradició escrita que es remunta a la conquesta espanyola de San Diego. Pablo Tac (1822-1841), parlant nadiu luiseño i convers al catolicisme, va ser el primer a desenvolupar una ortografia de la seva llengua materna. La seva ortografia es va recolzar en gran manera en l'Espanyol, que va aprendre en la seva joventut.
Encara que el luiseño no té ortografia estandarditzada, s'està implementant una ortografia comunament acceptada en les classes de la reserva i als campus universitaris de San Diego, on s'ensenya l'idioma. Les diverses ortografies que s'han utilitzat per escriure l'idioma mostren influències de l'espanyol, anglès i l'IPA.
| IPA                      | Pablo Tac (1830s) | Sparkman (1900) | Modern |
| ------------------------ | ----------------- | --------------- | ------ |
| (vocal llarga, ex. /iː/) | ii                | i·              | ii     |
| /tʃ/                     | c´                | č               | ch     |
| /ʃ/                      | s'                | š               | sh     |
| /q/                      | q´                | q               | q      |
| /ʔ/                      | '                 | ʔ               | '      |
| /x/                      | j                 | x               | x      |
| /ð/                      |                   | δ               | th / ð |
| /ŋ/                      | n'                | ŋ               | ng / ñ |
| /j/                      | y                 | y               | y      |

### Texts
El parenostre en luiseño, enregistrat a The Sparkman Grammar of Luiseño:
Cham-na’ tuupaña aaukat cham-cha oi ohó’vanma.
Toshño om chaami.
Loví’i om hish mimchapun ivá’ ooxñ tuupaña axáninuk.
Ovi om chaamik cham-naachaxoni choun teméti.
Maaxaxan-up om chaamik hish aláxwichi chaam-lo’xai ivianáninuk chaam-cha maaxaxma pomóomi chaami hish pom-lo’xai aláxwichi.
Tuusho kamíí’i chaami chaam-lo’xai hish hichakati.
Kwavcho om chaami.
Nostre pare / al cel / està / nosaltres / tu / creu / sempre.
Comands / vos / nos.
Fes / tu / alguna cosa / qualsevol / aquí / a la terra / al cel / com.
Dona / tu / nos-ho / nostre menjar / cada / dia.
Perdona / tu / nos-ho / tota cosa / dolent / nostres actes / així com /nosaltres / perdonem / a ells / nos / res / llurs actes / dolent.
No / deixis / no / nostres actes / res / malvat.
cura / tu / nosaltres.

## Documentació lingüística
El lingüista John Peabody Harrington va fer unes sèries d'enregistraments de paraules luiseño en la dècada del 1930. Aquells enregistraments, fets en disc d'alumini, foren dipositats als Arxius Nacionals dels Estats Units. Aquells registres han estat digitalitzats i són diposables online per la Smithsonian Institution.